# 質子自遷移反應
質子自遷移反應（autoprotolysis）是指質子（氫離子）在兩個相同分子之間轉移的現象，其中一個是布朗斯特酸，釋放質子，另一個是布朗斯特碱，接受質子。例如在水的電離中，水就產生了質子自遷移反應：
H2O + H2O ⇌ OH− + H3O+
溶劑只要有可解離的氫原子，也有孤對電子可以接受H+，就可能會出現質子自遷移反應。
例如純液氨也會有質子自遷移反應：
2NH3 ⇌ NH2− + NH4+
乙酸也會有質子自遷移反應：
2 CH3COOH  ⇌ CH3COO- + CH3COOH2+